# Dorfkirche Schöna

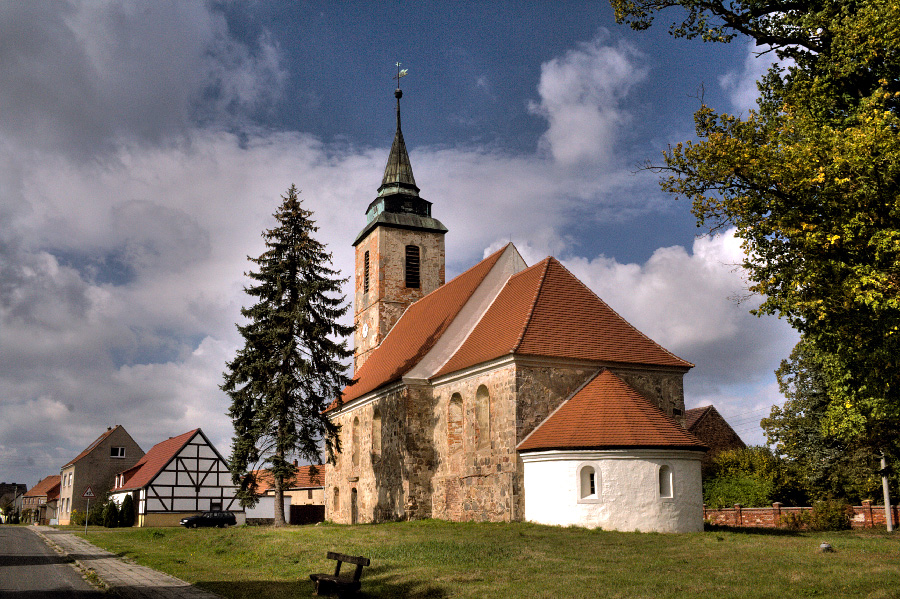
Dorfkirche Schöna

Die evangelische, denkmalgeschützte Dorfkirche Schöna steht im Ortsteil Schöna-Kolpien der Stadt Dahme/Mark im Landkreis Teltow-Fläming von Brandenburg. Die Kirchengemeinde gehört zum Pfarrbereich Knippelsdorf im Kirchenkreis Bad Liebenwerda der Evangelischen Kirche in Mitteldeutschland.

## Beschreibung
Das Langhaus, der eingezogene rechteckige Chor und die niedrige halbrunde Apsis im Osten der romanischen Saalkirche wurden im Kern noch im 12. Jahrhundert teilweise aus Feldsteinen erbaut. Nach der Zerstörung durch einen Brand erfolgte 1772–78 ein umfassender Umbau, bei dem der quadratische Kirchturm im Westen aus Backsteinen mit dem 1861 erneuerten Helm errichtet wurde.
Der Innenraum ist mit Ausnahme der gewölbten Apsis, deren Öffnung zum Chor vermauert wurde, mit einer Flachdecke überspannt und mit Emporen an drei Seiten versehen. 1861 wurde auch die Kirchenausstattung erneuert. Als Altar dient ein barocker Konsoltisch. Bei einer 2008 abgeschlossenen Sanierung wurden eine Winterkirche, eine Teeküche und ein Sanitärtrakt eingebaut. Seitdem trägt die Kirche den Beinamen „Evangelische Kirche Georg Buchholzer“ nach dem ersten evangelischen Pfarrer in Schöna, der später der erste evangelische Propst in Berlin wurde.
Die Orgel wurde 1830 von Johann Christoph Schröther dem Jüngeren gebaut.